# Spadochron szybujący

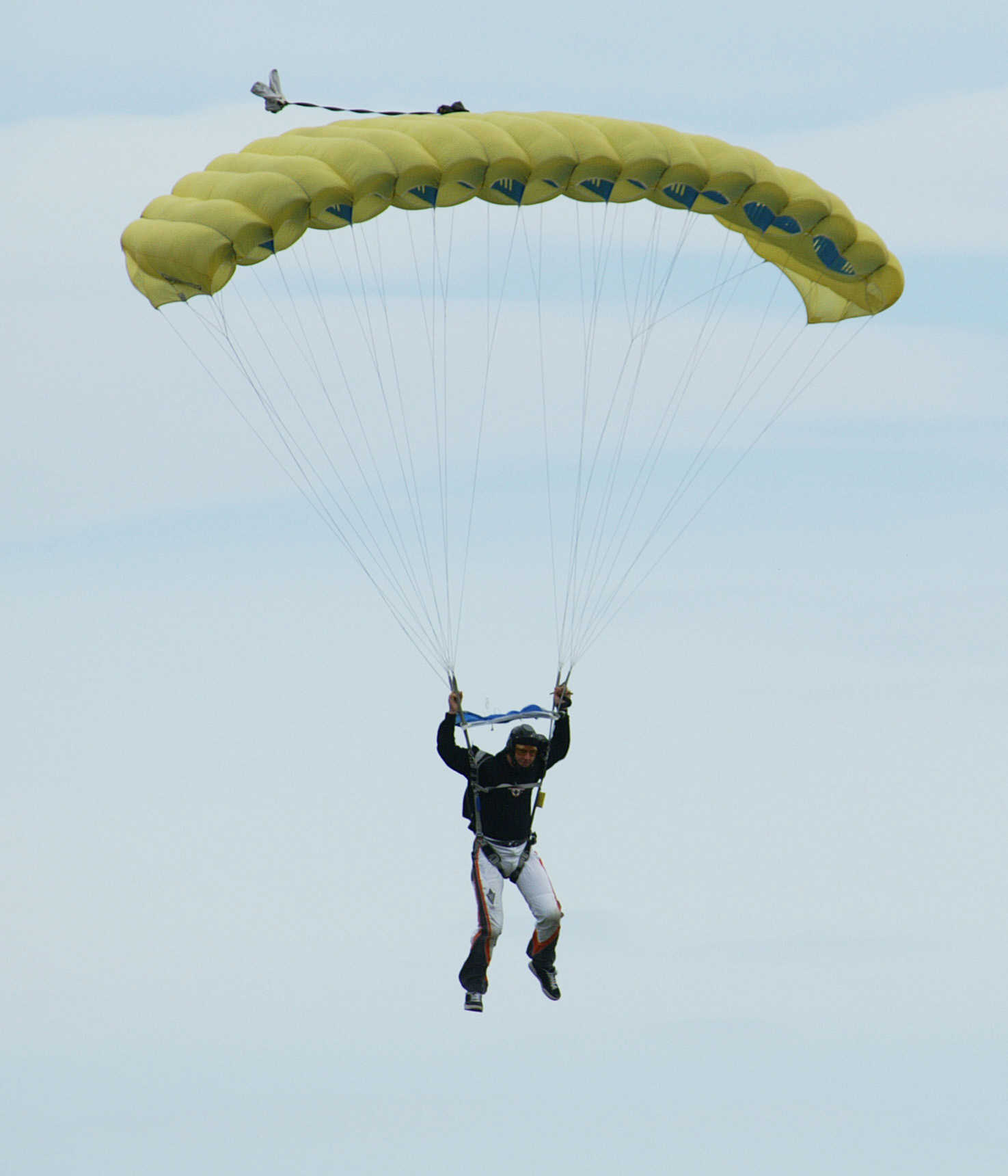
Skoczek na spadochronie szybującym

Spadochron szybujący – spadochron, którego własności aerodynamiczne są wynikiem wytwarzania przez czaszę spadochronu siły nośnej. Taki spadochron zwie się często spadochronem tunelowym lub komorowym, lub skrzydłem.
Ten typ spadochronu zrewolucjonizował spadochroniarstwo dzięki innym właściwościom lotnym, w stosunku do spadochronów półsferycznych (posiadających w rzucie kształt okrągły). Spadochron komorowy (w rzucie najczęściej kształt zbliżony do prostokąta) posiada profil aerodynamiczny i działa jak każde inne skrzydło: samolotu, szybowca czy ptaka. Czasza spadochronu komorowego wytwarza siłę nośną skierowaną ku górze, zmniejszającą prędkość opadania spadochronu. Spadochron z okrągłą czaszą w celu zmniejszenia prędkości opadania wykorzystuje jedynie opór powietrza.
Pierwszy spadochron komorowy (ang. parafoil) opracował Amerykanin Domina Jalbert w 1964 roku. Spadochron komorowy jest protoplastą paralotni, których konstrukcja także polega na wykorzystywaniu profilu aerodynamicznego, lecz zadaniem ich jest umożliwienie jak najdłuższego utrzymywania się w powietrzu poprzez szybowanie i wykorzystywanie prądów termicznych.